# 单头台湾粘冠草
单头台湾粘冠草（学名：Myriactis longipedunculata var. formosana）为菊科粘冠草属下的一个变种。

## 扩展阅读
- 維基物種上的相關：单头台湾粘冠草